# Nowickia heifu
Nowickia heifu là một loài ruồi trong họ Tachinidae.